# القلعة (سيئون)

'

تعديل مصدري - تعديل

القلعة هي إحدى قرى عزلة سيئون بمديرية سيئون التابعة لمحافظة حضرموت، بلغ تعداد سكانها 2239 نسمة حسب تعداد اليمن لعام 2004.